# 出挙
出挙（すいこ）とは、古代から中世の日本に見られた利子付き貸借を指す。
稲粟の種子を蓄えた者が、播種期にそれを農民へ貸与し、収穫期に利子を付けて返済させる行為が起源である。

## 発生
世界各地の農業社会では、このような慣行が農業成立初期に生まれたと考えられている（これを利子の起源とする意見もある）。これは農業生産の推進・奨励、すなわち勧農の意味があった。中国でも古くから同様の慣習が存在したとされている。
日本でも古代からこの慣習があったと見られている。また、地域の支配者である首長が種稲を支配民に貸し与え、収穫期に収穫の中から初穂料として首長に進上した日本古来の慣習との関係も指摘されている。
日本書紀の孝徳天皇2年（646年）3月19日の記事に「貸稲」（いらしのいね）の語が登場する。これが出挙の前身ではないかと考えられており、少なくとも7世紀中期までに利子の慣行が発生していたことの傍証とされている。（日本書紀の記述に懐疑的な意見もある。）

## 律令における出挙
8世紀に施行された律令に初めて「出挙」の語が現れ（養老律令雑令）、それまでの慣行が国家により制度化された（唐の影響を指摘する意見もある）。
律令制においては、公的な出挙（公出挙：くすいこ）・私的な出挙（私出挙：しすいこ）に区分され、また、財物を出挙した場合と稲粟を出挙した場合で取扱いが異なっていた。細則は次のとおりである。
1. まず出挙の原則は、私的・自由な契約関係に依るべきであり、官庁の管理を受けないこととした。
2. 財物の場合、60日ごとに8分の1ずつ利子を取ることとされ（年利約75％）、480日を経過しても元本以上の利子を取ることは認められなかった。さらに、利子の複利計算も禁じられていた。債務者が逃げたときは、保証人が弁済することも定められていた。
3. 稲粟の場合、1年を満期として、私出挙であれば年利100％まで、公出挙であれば年利50％まで利子を取ることが認められており、財物と同様、複利計算は禁じられていた。

財物も稲粟も、非常に高い利子率が設定されているのが特徴的である。稲粟であれば、播種量に対する収穫量の割合が非常に高いため、利子率が著しく高くなるのは合理的だと言える。しかし、財物についても利子率がかなりの高水準であり、その理由について見解が分かれている。
都市部（平城京や平安京）では、財物の出挙が盛んに行われていたようで、平安時代初期に書かれた日本霊異記に、出挙によって金銭亡者となったり返済に苦悩したりする都市住民の様子がまざまざと描かれている。また、正倉院文書の中に出挙の貸借証文が多数のこされており、奈良時代当時の財物出挙の貴重な史料となっている。

## 出挙の租税化
稲粟の出挙は、農民（百姓）の救済や勧農が元来の目的だった。
しかし、国府や郡家などの地方機関は公出挙を財源とみなすようになり定着した。本来の律令制上の地方機関の主要財源は正税（田租）だが、その徴収した種籾を原資として、春と秋の年二回、百姓へ強制的に貸与し、秋になると50％の利息をつけて返済させることで租税化した。この利息分の稲を利稲（りとう）という。
正税は田の面積を基準とし、その徴収は戸籍の作成、班田など煩雑な事務を経る必要があったのに対し、公出挙は簡素な事務で多額の税収を安定して確保できた。
律令政府は、公出挙の負担により百姓が疲弊し始めたことを知り、720年（養老4年）3月、公出挙の利子率の低減（年利50％ → 30％）、および養老2年以前に生じた全ての債務の免除を決定し、諸国へ通知した。
しかし、ほどなくして公出挙の利子率は50％へ戻された。更に745年の国司の給与の財源として公廨稲が正税から分離されて、出挙の運用原資として用いられるようになった事で出挙と国司の収入が直接関係するようになると、むしろ公出挙は益々盛んになった。その後、奈良末期～平安初頭にかけて桓武天皇は大規模な行政改革の一環として公出挙の利子率を再び年利30％へ引き下げた。

## 平安初期の出挙
平安期にはいると、正税と並んで公出挙が主要な地方財源となっていった。これに伴い、平安前期の弘仁貞観期（9世紀）には、政府の租税方針も律令が当初想定していた人への課税から土地への課税へと転換していき、例えば、土地に対して公出挙の納入義務が課せられるような事例も見られた。
地方機関の倉庫（正倉）には正税を備蓄し、地方機関が備蓄米を公出挙により運用することとされていた。しかし、公出挙のウェイトが大きくなってくると、地方機関の出挙運用に様々なトラブルが起こるようになり、利稲を確保できない状況も生じていた。このころには地方機関による公出挙の他、地域の富豪・有力百姓ら（田堵など）も零細百姓らを対象に私出挙を行うようになっており、9世紀には広範囲の国で、公出挙と私出挙を組み合わせた租税徴収方法が模索されていた。これは、公出挙の貸付先として利払いが滞りがちな小規模広範囲の百姓ではなく、大規模で少数の有力百姓等を指定し、彼らが公出挙により受け取った本稲（元本の稲）を私出挙の財源とすることを認めたものであった。彼らは年利30％で公出挙の本稲を借り受け、年利50％で貸し付けることにより20％の利息を得ることとなった。
更に9世紀後半には、地域の富豪・有力百姓らの私倉を正倉と認め（里倉）、彼らに公出挙運用を請け負わせることで、地方機関の出挙収入の確保が図られるようになった。これを里倉負名（りそうふみょう）という。里倉負名制では、負名と呼ばれるようになった地域の富豪・有力百姓ら請負人は徴税役人に任命された。負名は、私出挙により得た50％の利子のうち30％分を公出挙の利子として地方機関に納入すれば残りの20％を正倉管理料、運用請負費用等として自分のものとすることが出来た。
このような状況の下、公出挙と不可分の存在となった私出挙も半強制的に行われていた。私出挙においては、借受側の百姓らの宅地・耕地・奴婢などが担保とされていたが、高利のため返済できない例も多く、担保物件は貸与側の所有へと移転（質流れ）することとなり、富の集中・蓄積が進んでいった。このようにして、平安中期ごろには、富豪層による地域支配が徐々に拡がり始めていき、これが中世の萌芽へつながって行った。

## 中世期の出挙
延喜年間に里倉負名体制は負名体制に移行し、公的租税としての正税及び公出挙に代わり官物として一括して土地に賦課する方式となった。11世紀中期には官物の税率が公田官物率法により「段別三斗」に固定化され土地税としての性質が強まり、荘園公領制の展開に伴って荘園領主への貢納のうち、国衙領でいう官物にあたるものが年貢と呼ばれるようになる。
一方、在地領主・富豪・有力百姓らが新たな支配層として台頭していたが、彼らによる私出挙は、私的租税の一つとして存続していた。鎌倉期ごろから貨幣経済が発達していくと、それまでの稲の出挙ではなく、金銭の出挙が行われるようになった。これを利銭出挙（りせんすいこ）という。
中世においても、出挙は、単なる利子付き貸借にとどまらず、租税という面も持っていた。これはすなわち、出挙を行えるのは支配層に限られていたこと、支配層も自らが支配する範囲内でのみ出挙を行えたこと、を表している。
貨幣経済の進展によって出現したのは利銭出挙だけではなかった。純粋な商行為である貸付金融も生まれることとなった。鎌倉後期ごろから次第に貸付金融が主流となっていき、室町期ごろに利銭出挙は消滅した。利稲出挙は、中世後期になっても存続しており、戦国期の史料に出挙の記事のあることが知られている。しかし、織豊期になると、太閤検地などを通じて土地所有関係が大きく整理されたため、出挙は近世に入るまでに消滅したとされている。